# Schedorhinotermes brachyceps
Schedorhinotermes brachyceps es una especie de termita subterránea del género Schedorhinotermes, de la familia Rhinotermitidae, orden Blattodea. Fue descrita por Kemner en 1931.

## Distribución
Se distribuye por Asia: Indonesia, islas Molucas.

## Tratamiento taxonómico
Fue publicada en Kemner, N.A. (1931) Die Termitenfauna von Amboina: Ergebnisse der Sunda-Expedition der Notgemeinschaft der deutschen Wissenschaft 1929/30. Lunds Universitets 'Arsskrift. N. F. Avd. 2. 27, 1–53 + 2 pls.